# Ernst Christoph Schultz
Ernst Christoph Schultz (* 1740 in Königsberg; †  31. Mai 1810 in Hamburg) war ein deutscher Jurist und Naturforscher.
Ernst Christoph Schultz wurde 1740 in Königsberg geboren. Obwohl seine Eltern für ihn eine theologische Ausbildung vorgesehen hatten, wandte er sich den Naturwissenschaften zu. Mit 16 begann er eine akademische Laufbahn. 1761 legt er eine Prüfung (Disputation) ab. Im Laufe der Zeit trug er eine Sammlung von Bernsteinen und eine Bibliothek mit naturwissenschaftlichen Büchern zusammen. 1764 wurde dies alles durch ein Feuer vernichtet. Mit dem Domprediger Johann Heinrich Daniel Moldenhawer kam er im folgenden Jahr nach Hamburg und ließ sich dort nieder. Von 1771 bis 1777 unternahm er zahlreiche Reisen nach Holland, Frankreich, Dänemark und Schweden.
1775 reiste er nach Schweden und traf dort Carl von Linné, der durch einen Schlaganfall eingeschränkt war, und seinen Sohn, worüber er ausführlich in den Nachrichten über Linné berichtete. Den Kontakt hatte der schwedische König hergestellt, der mit einer Schwester Friedrich II. verheiratet war. Ernst Christoph Schultz hatte den Verkaufsprospekt des Nachlasses des Hamburger Steuerbeamten und Oberalten Peter Johann Movers geschrieben, den auch der schwedische König mit Interesse gelesen hatte. Peter Johann Movers hatte eine Sammlung von Gegenständen der Natur, Kunst und Antiquitäten besessen. Ernst Christoph Schultz verfasste Aufsätze zu Mineralien, die als Naturhistorischen Briefe bezeichnet wurden. Seine Arbeiten zu einem Regenbogen Achat und der „Asterie des Plinius“ fanden große Anerkennung u. a. die des preußischen Königs Friedrich II. In einer seiner Abhandlung erwähnte er, dass ihm die umfangreiche Bibliothek des Dr. Jänisch bei seiner Arbeit geholfen habe und dass der Stein zu der Sammlung von Dr. Cropp gehöre.
Durch eine Reihe von Bekanntschaften war Ernst Christoph Schultz in der Lage gewesen, sich ein neues Mineralienkabinett aufzubauen. Im Laufe der Jahre sammelte er auch Konchylien und seltene Vögel, so dass er ein ansehnliches Naturalienkabinett besaß.
Ernst Christoph Schultz wurde 1798 Vikar bei dem Sekretär am Domkapitel Johann Philipp Beckmann. In dessen Haus verlebte er die letzten Jahre. Im Juni 1798 wurde er als korrespondierendes Mitglied in die Russische Akademie der Wissenschaften in Sankt Petersburg aufgenommen. Er starb am 31. Mai 1810. Gut zehn Jahre später wurden seine Mineralien, Naturalien und Kunstsachen am 25. September 1820 meistbietend versteigert. Der Katalog war u. a. bei Peter Friedrich Röding zu kaufen.

## Werke
- Nachrichten über Linné, in zweiter Teil. In Dietrich Heinrich Stöver: Leben des Ritters Carl von Linné, Verlag Benj. Gottl. Hoffmann, Hamburg 1792, S. 271, Digitalisat, Rezension: Allgemeine Literatur Zeitung. Jg. 1793, Band 4, Numero 307, Digitalisat.
- Memoire über die Asterie des Plinius. Johann Philipp Christian Reuß, Hamburg, ca. 1786, Digitalisat.
- Vom Regenbogen-Achat, den der Verfasser dieses Briefes zuerst an die Pariser Academie in einer ihrer ordentlichen Versammlungen des Jahres 1777. Johann Philipp Christian Reuß, Hamburg 1780, Digitalisat.
- Entdeckung einer dem Kreutz-Steine wesentlichen Entstehungsart der Kreutz-Figur. Johann Philipp Christian Reuß, Hamburg 1780, Digitalisat.
- Characterisirung einer kleinen Art von Taschen-Krebsen, deren Rückenschild ein natürliches Menschengesicht vorstellet. Johann Philipp Christian Reuß, Hamburg 1780, Digitalisat.
- Bemerkungen über einen monstreusen Canarien-Vogel, aus dessen Unterkiefer ein lang gewundenes Horn gewachsen. Johann Philipp Christian Reuß, Hamburg 1780, Digitalisat.
- Beschreibung eines besondern Welt-Auges, welches in dem Cabinette eines Natur-Freundes[3] zu Hamburg befindlich, Johann Philipp Christian Reuß, Hamburg, Digitalisat.
- Beschreibung verschiedener Seltenheiten der Natur, der Kunst u. des Alterthums, welche in dem Moversschen Cabinet zu Hamburg einige Aufmerksamkeit und Betrachtung verdienen: in Zween Theilen verfertiget und herausgegeben, Hamburg 1770, Digitalisat.
- Curtis P. Schuh (1959–2007): Annotated Bio-Bibliography of Mineralogy and Crystallography 1469–1919. The Mineralogical Record, (online).